# Reiterbach (Pöls)
Der Reiterbach ist ein Nebenfluss der Mur und gehört damit zum Flusssystem der Donau. Er entspringt östlich von Allerheiligen und westlich von Kumpitz und mündet in die Pöls.